# Битва під Марстон-Муром
Битва під Марстон-Муром (англ. Battle of Marston Moor) — битва за Йорк, що розгорілась 2 липня 1644 року в ході англійської громадянської війни.У війську круглоголових налічувалось 27 тисяч (включаючи союзних шотландців), а у війську кавалерів — лише 17 тисяч.

## Втрати
«Кавалери» втратили 6000 людей убитими й пораненими, 1500 тисячі полоненими. Парламентська армія втратила убитими й пораненими до 1500 людей. Її трофеями стали 25 гармат і 6000 мушкетів.

## Значення
Бій під Марстон-Мур став першою серйозною перемогою парламентської армії. В результаті перемоги під Марстон-Муром вся північ Англії опинилася упід владою парламенту. У цій битві раніше непереможна роялістська кіннота принца Руперта була розгромлена «Залізнобокими» Олівера Кромвеля.